# Bech
Bech er en kommune og et byområde i Luxembourg. Kommunen, som har et areal på 23,31 km², ligger i kantonen Echternach i distriktet Grevenmacher. I 2005 havde kommunen 951 indbyggere.